# Carl Albrecht Leijonflycht
Carl Albrecht Leijonflycht, född 14 april 1771 i Närtuna socken, död 7 december 1835 på Säters kungsgård i Dalarna, var en svensk militär.
Carl Albrecht Leijonflycht var son till registratorn Nils Leijonflycht och Anna Théel. Han blev sergeant vid Upplands regemente 1787, fänrik vid Västmanlands regemente samma år, löjtnant där 1792 och kapten 1795. Leijonflycht deltog i Gustav III:s ryska krig. Han blev premiärmajor 1808, överstelöjtnant i armén 1813, överste i armén 1815 och var chef för Västmanlands regemente 1816-1820. Leijonflycht var 1820–1835 chef för Dalregementet och blev 1823 generaladjutant i generalstaben. Han invaldes 1817 som ledamot av Krigsvetenskapsakademien. Leijonflycht blev 1805 riddare och 1832 kommendör av Svärdsorden.